# Chance of a Lifetime
"Chance of a Lifetime" foi a canção que representou a Irlanda no Festival Eurovisão da Canção 1968 que teve lugar em 6 de abril de 1968. Foi interpretada em inglês por Pat McGeegan (nome verdadeiro: Patrick McGuigan). Tinha letra e música de John Kennedy. Foi a 14.ª canção a ser interpretada, a seguir à canção norueguesa "Stress", interpretada por Odd Børre e antes da canção espanhola "La, la, la", interpretada por Massiel. Terminou a competição em quarto lugar (entre 17 países participantes), recebendo um total de 18 pontos. Informações sobre a canção.
No ano seguinte, 1969, a Irlanda fez-se representar com a canção "The Wages of Love", interpretada por Muriel Day.

## Autores
A canção tinha letra e música de John Kennedy e foi orquestrada por Noel Kelehan. Informações sobre a canção.

## Letra
A canção é uma balada, com McGeegan lembrando-se da primeira vez que viu a sua amante. Ele diz-lhe que ele pensava que o seu aparecimento dela na sua vida foi "a hipótese de uma nova vida"e vai explicar que não quer perder essa hipótese. Letra da canção.